# Аргонія (Канзас)
Аргонія (англ. Argonia) — місто (англ. city) в США, в окрузі Самнер штату Канзас. Населення — 456 осіб (2020).

## Географія
Аргонія розташована за координатами 37°16′4″ пн. ш. 97°45′48″ зх. д. / 37.26778° пн. ш. 97.76333° зх. д. (37.267844, -97.763263).  За даними Бюро перепису населення США в 2010 році місто мало площу 1,71 км², уся площа — суходіл. В 2017 році площа становила 1,82 км², уся площа — суходіл.

## Демографія
Згідно з переписом 2010 року, у місті мешкала 501 особа в 216 домогосподарствах у складі 135 родин. Густота населення становила 294 особи/км².  Було 244 помешкання (143/км²).
Расовий склад населення:
| - 96,6 % — білих - 0,8 % — чорних або афроамериканців - 0,6 % — корінних американців |

До двох чи більше рас належало 2,0 %. Частка іспаномовних становила 1,6 % від усіх жителів.
За віковим діапазоном населення розподілялося таким чином: 25,9 % — особи молодші 18 років, 55,1 % — особи у віці 18—64 років, 19,0 % — особи у віці 65 років та старші. Медіана віку мешканця становила 38,6 року. На 100 осіб жіночої статі у місті припадало 90,5 чоловіків;  на 100 жінок у віці від 18 років та старших — 95,3 чоловіків також старших 18 років.
Середній дохід на одне домашнє господарство  становив 54 702 долари США (медіана — 50 083), а середній дохід на одну сім'ю — 62 015 доларів (медіана — 55 714). Медіана доходів становила 38 125 доларів для чоловіків та 30 833 долари для жінок. За межею бідності перебувало 18,1 % осіб, у тому числі 28,8 % дітей у віці до 18 років та 6,5 % осіб у віці 65 років та старших.
Цивільне працевлаштоване населення становило 279 осіб. Основні галузі зайнятості: освіта, охорона здоров'я та соціальна допомога — 30,8 %, виробництво — 24,7 %, транспорт — 7,2 %, роздрібна торгівля — 7,2 %.